# Noboru Iguchi
Noboru Iguchi (井口昇?, Iguchi Noboru; Tokyo, 28 giugno 1969) è un regista, sceneggiatore e attore giapponese.

## Biografia
Debuttò in veste di attore nel 1993, interpretando un ruolo nella commedia Down the Drain. Nel 2003 scrisse e diresse il suo primo film, l'horror A Larva to Love. Tra il 2003 e il 2005 diresse per il V-Cinema tre film pornografici, intitolati Heisei Jogakuen Kotobu: 18kin Tairyoku Sokutei Hen Omote & Ura Bajon, Impolite Education e Saishū seiki! Natsume Nana - kyūkyoku no erosu, quindi tornò a dirigere film che mescolavano azione, commedia e horror, come Kazuo Umezu's Horror Theater: Snake Girl, Sukeban Boy e Cat-Eyed Boy. Nel 2008 realizzò i finti spot televisivi presenti nell'horror-splatter Tokyo Gore Police, diretto da Yoshihiro Nishimura, e diresse lo splatter The Machine Girl, che generò un cortometraggio spin-off intitolato Shyness Machine Girl, diretto sempre da Iguchi nel 2009.

## Filmografia

### Regista
- Kurushime Girl (クルシメさん?, Kurushime-san) (1997)
- A Larva to Love (恋する幼虫?, Koi-suru Yōchū) (2003)
- Sukeban Boy (おいら女蛮 スケバン?, Oira sukeban) (2006)
- Manji (2006)
- Cat-Eyed Boy (猫目小僧?, Nekome kozō) (2006)
- The Machine Girl (片腕マシンガール?, Kataude mashin gāru) (2008)
- RoboGeisha (ロボゲイシャ?, Robogeisha) (2009)
- Mutant Girls Squad (戦闘少女 血の鉄仮面伝説?, Sentō Shōjo: Chi no Tekkamen Densetsu) (2010)
- Karate-Robo Zaborgar AKA Denjin Zaborger (電人ザボーガー?, Denjin Zabōgā) (2011)
- Tomie Unlimited (富江 アンリミテッド?, Tomie anrimiteddo) (2011)
- Zombie Ass (ゾンビアス?, Zonbiasu) (2011)
- Dead Sushi (デッド寿司?, Deddo sushi) (2012)
- Nuigurumaa Z (ヌイグルマーZ) (2014)
- Live (ライヴ?) (2014)
- Ghost Squad (ゴーストスクワッド?) (2018)
- The Flowers of Evil (2019)
- IDOL NEVER DiES (アイドル・ネバー・ダイ?) (2022)
- Tales of Bliss and Heresy (異端の純愛?, Itan no junnai) (2023)

### Sceneggiatore
- A Larva to Love (Koi-suru yōchū) (2003)
- Evil Guy (Yōchū no harawata) (cortometraggio) (2004)
- Impolite Education (18-kin: Abunai Kankei - The Kinshinsoukan) (2004)
- Saishū seiki! Natsume Nana - kyūkyoku no erosu (2005)
- Sukeban Boy (Oira sukeban) (2006)
- Manji (2006)
- The Machine Girl (Kataude mashin gāru) (2008)
- Shyness Machine Girl (The Hajirai Machine Girl) (cortometraggio) (2009)
- RoboGeisha (Robo-geisha) (2009)

### Attore
- Down the Drain (Hadashi no pikunikku), regia di Shinobu Yaguchi (1993)
- Love Song for Rapper (Rappabojou), regia di Sho Fujiwara (2003)
- Speakerman: The Boo (Supīkāman: The Boo), regia di Yoshihiro Nishimura (2004)
- Otakus in Love (Koi no mon), regia di Suzuki Matsuo (2004)
- Dogs & Cats (Inueko), regia di Nami Iguchi (2004)
- Oppai Alien (Oppai seijin), regia di Kōsuke Suzuki (2005)
- Yamagata Scream (Yamagata sukurīmu), regia di Naoto Takenaka (2009)
- Helldriver (Herudoraibā), regia di Yoshihiro Nishimura (2010), cameo dopo i titoli di coda